# Lethe fumosus
Lethe fumosus är en fjärilsart som beskrevs av R. A. Leussler 1916. Lethe fumosus ingår i släktet Lethe och familjen praktfjärilar. Inga underarter finns listade i Catalogue of Life.